# Parabalaenoptera
Parabalaenoptera — рід доісторичних вусатих китів, знайдених в окрузі Марін, Каліфорнія. Типовий вид — P. baulinensis. За оцінками, він був приблизно розміром із сучасним сірим китом довжиною близько 16 метрів. Він жив у пізньому міоцені.